# Liste der Kulturdenkmale in Reinsdorf (Sachsen)

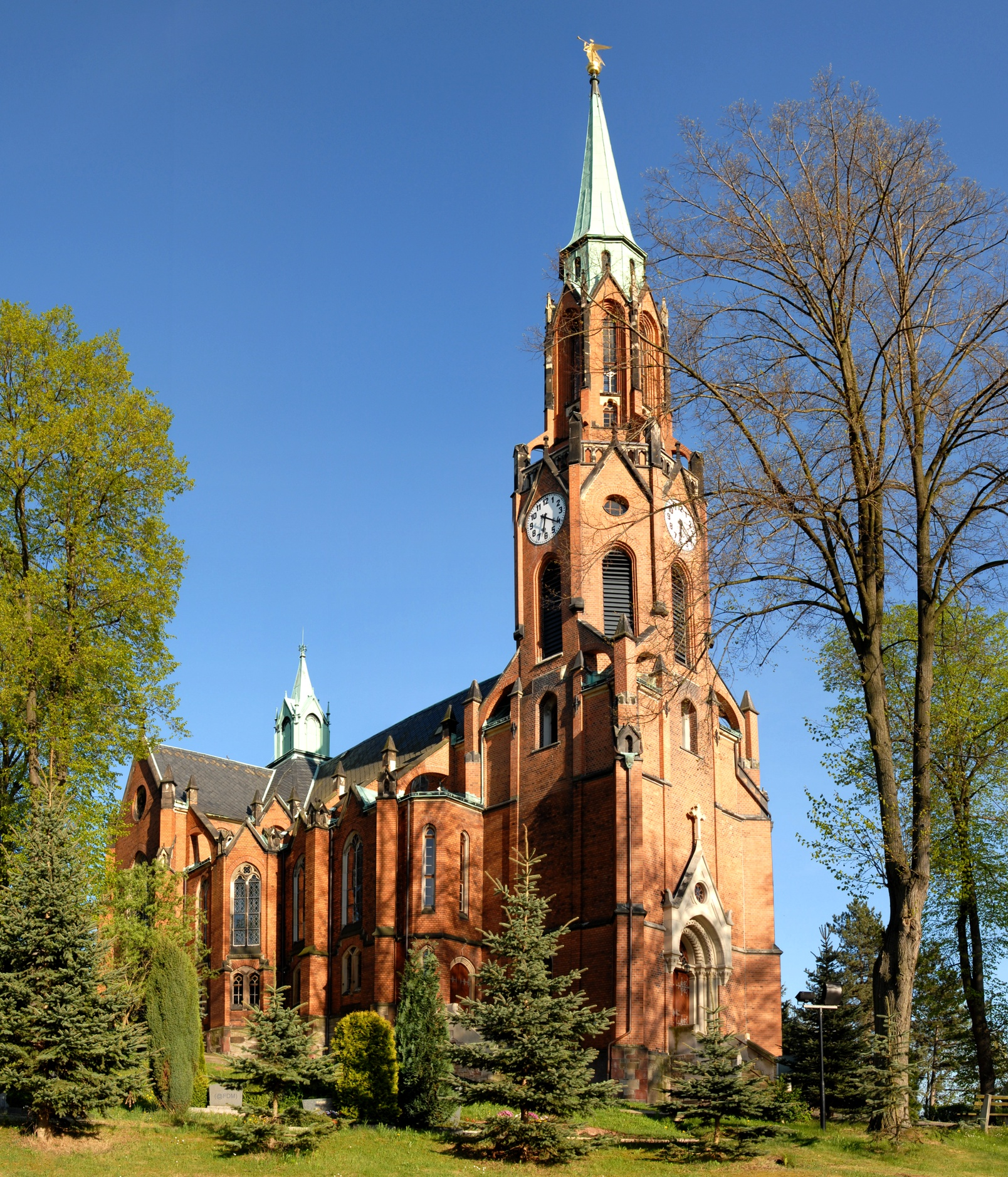
St.-Jacobus-Kirche Reinsdorf

Die Liste der Kulturdenkmale in Reinsdorf enthält die Kulturdenkmale in Reinsdorf.
Diese Liste ist eine Teilliste der Liste der Kulturdenkmale in Sachsen.

## Legende
- Bild: Bild des Kulturdenkmals, ggf. zusätzlich mit einem Link zu weiteren Fotos des Kulturdenkmals im Medienarchiv Wikimedia Commons. Wenn man auf das Kamerasymbol klickt, können Fotos zu Kulturdenkmalen aus dieser Liste hochgeladen werden:
- Bezeichnung: Denkmalgeschützte Objekte und ggf. Bauwerksname des Kulturdenkmals
- Lage: Straßenname und Hausnummer oder Flurstücknummer des Kulturdenkmals. Die Grundsortierung der Liste erfolgt nach dieser Adresse. Der Link (Karte) führt zu verschiedenen Kartendiensten mit der Position des Kulturdenkmals. Fehlt dieser Link, wurden die Koordinaten noch nicht eingetragen. Sind diese bekannt, können sie über ein Tool mit einer Kartenansicht einfach nachgetragen werden. In dieser Kartenansicht sind Kulturdenkmale ohne Koordinaten mit einem roten bzw. orangen Marker dargestellt und können durch Verschieben auf die richtige Position in der Karte mit Koordinaten versehen werden. Kulturdenkmale ohne Bild sind an einem blauen bzw. roten Marker erkennbar.
- Datierung: Baubeginn, Fertigstellung, Datum der Erstnennung oder grobe zeitliche Einordnung entsprechend des Eintrags in der sächsischen Denkmaldatenbank
- Beschreibung: Kurzcharakteristik des Kulturdenkmals entsprechend des Eintrags in der sächsischen Denkmaldatenbank, ggf. ergänzt durch die dort nur selten veröffentlichten Erfassungstexte oder zusätzliche Informationen
- ID: Vom Landesamt für Denkmalpflege Sachsen vergebene, das Kulturdenkmal eindeutig identifizierende Objekt-Nummer. Der Link führt zum PDF-Denkmaldokument des Landesamtes für Denkmalpflege Sachsen. Bei ehemaligen Kulturdenkmalen können die Objektnummern unbekannt sein und deshalb fehlen bzw. die Links von aus der Datenbank entfernten Objektnummern ins Leere führen. Ein ggf. vorhandenes Icon  führt zu den Angaben des Kulturdenkmals bei Wikidata.

## Reinsdorf
| Bild                                    | Bezeichnung | Lage                                     | Datierung                                           | Beschreibung | ID       |
| --------------------------------------- | --- | ---------------------------------------- | --------------------------------------------------- | --- | -------- |
| Direkt Bild zu diesem Denkmal hochladen | Mietshaus | An der Kohlenbahn 2 (Karte)              | 1886/1887 laut Bauakte                              | Spätklassizistisch mit feiner Dekoration und originaler Haustür. Ehemals mit Laden (vor 2010 zu Wohnungen umgebaut), zweigeschossig, 2-3-2 Achsen, Putzfassade, Ziegelsockel, Zwerchhaus drei Achsen, original: Haustür mit Oberlicht und Klinke, Treppenhaus, Fenster, überwiegend innen Granitstufen zur Haustür, Hoftür, Auf dem Flurstück stehen zwei Gebäude: das Eckhaus (Anschrift: An der Kohlenbahn 2) und das Nachbarhaus neben Endgasse 4 (Anschrift: Endgasse 2), unter Denkmalschutz steht nur das Eckgebäude An der Kohlenbahn 2. | 09238870 |
| Direkt Bild zu diesem Denkmal hochladen | Scheune und Stallgebäude eines Bauernhofes | An der Kohlenbahn 16 (Karte)             | bezeichnet 1794                                     | Orts- und landschaftstypische Fachwerkgebäude mit gestalterischem sowie wissenschaftlich-dokumentarischem Wert, Fachwerk-Scheune bezeichnet 1794. - Scheune: 1928 Anbau, vorher Aufstockung um zirka 1,30 m, Wellblechdach, teilweise noch Verblattungen, - Stall: Lehmdecke, Rest von Verblattungen, Erdgeschoss massiv unterfahren, Wohnhaus bezeichnet „1888 R.Illmann“, feldseitiges Wohnhaus um 1880 (kein Denkmal). | 09238837 |
| Direkt Bild zu diesem Denkmal hochladen | Doppelmietshaus | Endgasse 4; 6 (Karte)                    | um 1900                                             | Historistischer Mietwohnungsbau an der Ortsgrenze zu Zwickau, ungewöhnliche Gestaltung der Fensterverdachungen. Zweigeschossig, zehn Achsen, zwei Zwerchhäuser, rote Klinkerfassade. | 09238871 |
| Weitere Bilder                          | Triangulationsstein, Station 3. Ordnung | Freitagstraße (Karte)                    | 1859 (Triangulationssäule)                          | Bedeutendes Zeugnis der Geodäsie des 19. Jahrhunderts, vermessungsgeschichtlich von Bedeutung. Denkmaltext: Es handelt sich hier um einen Triangulierungsstein, der bereits vor Beginn der Königlich Sächsischen Triangulirung für ein Dreiecksnetz zur Vermessung des Erzgebirgischen Kohlenbassins und als Grundlage für markscheiderische Vermessungen gesetzt wurde. Diese Triangulierung wurde unter Leitung von Nagel aufgrund eines Auftrages des Königlichen Ministeriums des Innern im Jahre 1859 begonnen und 1862 eingestellt. Der Punkt Reinsdorf ist ein „Kohlerevierpunkt“ und dementsprechend mit Lochstein vermarkt worden. Diese Vermarkung ist noch vorhanden. Der Punkt wurde vor 1945 in Sachsen als Punkt III. Ordnung geführt. Der Stein besteht aus Bautzner Granit und ist ca. 10 cm hoch. Im Zeitraum 1862 bis 1890 erfolgte im Königreich Sachsen eine Landesvermessung, bei der zwei Dreiecksnetze gebildet wurden. Zum einen handelt es sich um das Netz für die Gradmessung im Königreich Sachsen (Netz I. Classe/Ordnung) mit 36 Punkten und die Königlich Sächsische Triangulierung (Netz II. Classe/Ordnung) mit 122 Punkten. Geleitet wurde diese Landesvermessung durch Christian August Nagel, wonach die Triangulationssäulen auch als „Nagelsche Säulen“ bezeichnet werden. Dieses Vermessungssystem war eines der modernsten Lagenetze in Deutschland. Die hierfür gesetzten Vermessungssäulen blieben fast vollständig an ihren ursprünglichen Standorten erhalten. Sie sind ein eindrucksvolles Zeugnis der Geschichte der Landesvermessung in Deutschland sowie in Sachsen. Das System der Vermessungssäulen beider Ordnungen ist in seiner Gesamtheit ein Kulturdenkmal von überregionaler Bedeutung. (LfD/2013) Triangulierungsstein III. Ordnung, Bautzner Granit, 10 cm über Terrain, Akte vorhanden, Einmessung 1952 durch KVAZ Zwickau, Triangulationsstein des Erzgebirgischen Kohlebassins auf der Höhe der Kreuzung bei Reinsdorf, vier Löcher, mittig verfülltes Loch (Durchmesser 8 cm) zur Aufnahme einer Signalstange. | 09238876 |
| Weitere Bilder                          | Schachtgebäude (Stahlbetonbau), Pumpenhaus und Halde mit Wetterschacht | Freitagstraße 6 (Karte)                  | bezeichnet 1935–1938                                | Wichtiges Zeugnis des Steinkohlenbergbaus in Reinsdorf, verwiesen sei auf die relativ späte Erschließung 1935–1938, bergbaugeschichtlich und technikgeschichtlich von Bedeutung. Heute genutzt von Brügmann, Fenster-Systeme, geteuft 1935–1938, Stahlbetonbau, Obergeschoss verschiefert, originale Fenster, Putzfassade, Biberschwanzdeckung, - Pumpenhaus: Klinkersockel, Putzfassade, hohe Fenster, - Wetterschacht: Klinkerturm, dahinter Halde, 2005 Schachtgebäude teilsaniert, Pumpenhaus unsaniert. | 09238824 |
| Direkt Bild zu diesem Denkmal hochladen | Sanatoriumsgebäude | Freitagstraße 15 (Karte)                 | 1954 (2018 abgebrochen)                             | Das Gebäude wurde 2018 abgebrochen (Singulärer Bau mit ansprechender architektonischer Gliederung und großer bergbauhistorischer Bedeutung, Nähe Pöhlwald, landschaftsbildprägende Lage. Zweigeschossig, Ziehputz, Klinkersockel, T-förmiger Grundriss, Türen mit Segmentbögen, hölzerner Turmaufsatz, rückwärtig Terrasse, davor Wasserbecken mit Springbrunnen, Ziegeldach, symmetrischer Fassadenaufbau, original: Fenster, Türen, Treppenhaus, Innentüren.) | 09238823 |
| Direkt Bild zu diesem Denkmal hochladen | Bauernhof mit Wirtschaftsgebäude mit angebauter seitlicher Toreinfahrt, Nebengebäude und weiteres Wirtschaftsgebäude mit seitlicher Toreinfahrt                                                        | Gabelsbergerstraße 2 (Karte)             | 1893                                                | Wohngebäude vor 2010 abgebrochen, großzügig konzipierter Komplex stattlicher Bauten, Putzflächen mit Klinkerelementen, von bau- und ortsgeschichtlicher Bedeutung. Bruchsteinsockel, Ziegelmauerwerk verputzt mit reicher Klinkergliederung, original: Türen, Fenster, Innentüren, Wirtschaftsgebäude mit preußischen Kappen, 2005 ein Wirtschaftsgebäude saniert, Wohngebäude und Remise gefährdet, beide vor 2010 abgebrochen und durch Einfamilienhäuser ersetzt, daher Sachgesamtheit, die ursprünglich ausgewiesen war, 2010 aufgehoben, da wesentliche Elemente der Sachgesamtheit vernichtet. | 09238798 |
| Direkt Bild zu diesem Denkmal hochladen | Wegverbindung | Garnsteig (Karte)                        | 18. Jahrhundert                                     | Auch Garnstraße, genutzt von den Webern und Garnwicklern aus Textilfabriken auch aus Reinsdorf-Mülsengrund, Silberstraße und Wilkau-Haßlau, historischer Wegverlauf mit besonderer Bedeutung für die Orts- und Regionalgeschichte. Gemarkung Friedrichsgrün Flurstück Nummer 280. Nord-Süd zum Beispiel von Germsdorf westlich an Gersdorf vorbei nach Hohndorf. | 09238925 |
| Direkt Bild zu diesem Denkmal hochladen | Halde des ältesten Reinsdorfer Steinkohlenabbaugebietes | Grubenweg 1 (bei) (Karte)                | 1800–1926                                           | Orts- und bergbauhistorische Bedeutung. | 09238845 |
| Direkt Bild zu diesem Denkmal hochladen | Nebengebäude im Hof eines Mietshausgrundstücks | Kirchstraße 2 (Karte)                    | um 1900                                             | Gebäude mit Fachwerk-Obergeschoss, ortstypischer Wirtschaftsbau im alten Ortskern, ortsentwicklungsgeschichtlich von Bedeutung. Erdgeschoss massiv, Obergeschoss Sichtfachwerk, neue Dachdeckung. | 09238780 |
| Direkt Bild zu diesem Denkmal hochladen | Meilenstein | Lößnitzer Straße (Karte)                 | um 1850 (Meilenstein)                               | Halbmeilenstein am Straßenrand, in Sandstein, Zeugnis der sächsischen Verkehrsgeschichte. Sandstein, stark verwittert. | 09238813 |
| Weitere Bilder                          | Halden der Wilhelmschächte II und III des Zwickau-Oberhohndorfer Steinkohlenbau-Vereins (Lage: zwischen Wiesenaue 2 und Lößnitzer Straße 1)                                                            | Lößnitzer Straße 1 (hinter) (Karte)      | 1869–1936                                           | Orts- und bergbauhistorische Bedeutung. Sachgesamtheitsbestandteil der Sachgesamtheit Wilhelmschacht: (siehe auch Sachgesamtheit 09247697, Zwickau, Stadt, Wilhelmschacht I) | 09238846 |
| Direkt Bild zu diesem Denkmal hochladen | Stallgebäude, Scheune und Hofpflasterung eines Vierseithofes | Lößnitzer Straße 88 (Karte)              | Ende 19. Jahrhundert                                | Weitgehend authentisch erhaltene Wirtschaftsgebäude (Fachwerkbauten) sowie seltene Hofpflasterung einer geschlossenen vierseitigen Hofanlage. - Scheune: Fachwerkbau mit Ziegelausfachung, Ziegeldach, - Stall: Obergeschoss Sichtfachwerk, Satteldach/Wellblechdach, - Wohnstallhaus: Westgiebel, Obergeschoss und Satteldach mit Altschiefer – kein Denkmal, 2005 Stall teilsaniert, Scheune und Hofpflasterung unsaniert. | 09238873 |
| Direkt Bild zu diesem Denkmal hochladen | Stallgebäude und Scheune eines Vierseithofes | Mittlerer Schulweg 2 (Karte)             | 19. Jahrhundert                                     | Orts- und landschaftstypische Fachwerkgebäude einer geschlossen erhaltenen Bauernwirtschaft. Vierseithof, - Stall: Obergeschoss Lehmfachwerk, Erdgeschoss Bruchsteinmauerwerk, - Scheune: Lehmfachwerk, Bruchsteinsockel, Ziegeldach, Satteldach. | 09238829 |
| Direkt Bild zu diesem Denkmal hochladen | Halden des Reinsdorfer Steinkohlenreviers Morgensternschacht I | Morgensternweg 6 (bei) (Karte)           | 1867–1909                                           | Ortsbildprägende Haldenlandschaft, orts- und bergbauhistorischer Dokumentationswert. | 09238828 |
| Direkt Bild zu diesem Denkmal hochladen | Villa | Pöhlauer Straße 1 (Karte)                | um 1890                                             | Repräsentativer Wohnbau im Landhausstil (mit Fachwerk-Obergeschoss), in ortsbildprägender Lage Ecke Straße der Befreiung. Erdgeschoss massiv, Obergeschoss Sichtfachwerk, teils größere Fenster, Plastefenster entstellend. | 09238866 |
|                                         | Gebäude des ehemaligen Morgensternschachtes II mit Förderturm, Wetterschacht, Mannschaftsgebäude (Nr. 9) und Schmiede (Nr. 11), Expeditionsgebäude, Obersteiger-Wohnhaus (Nr. 15) und Wohnbau (Nr. 13) | Pöhlauer Straße 7; 9; 11; 13; 15 (Karte) | 1872–1927                                           | Eindrücklicher, heute teilweise museal genutzter Komplex des Steinkohlebergbaus im Zwickauer Revier mit hohem Dokumentationswert. Sachgesamtheit Morgensternschacht II, mit folgenden Einzeldenkmalen: (siehe auch Einzeldenkmal 09238877, gleiche Anschrift) sowie den Sachgesamtheitsteilen: Halde und ehemalige Zimmerei (Nr. 7) - Schacht: 1902 erbaut, heute Museum mit Aussichtsplattform als Umgang, innen Stahlbetonkonstruktion, 1872 zunächst Holzturm, - Halde: baumbestanden, unverzichtbar für Gesamtzusammenhang, - Wetterschacht: 1903 zusätzlicher Ventilator eingebaut und mit Morgensternschacht III verbunden, - Wohnhaus des Obersteigers: Dach neu gedeckt, (heute Pöhlauer Straße 15), - Schmiede: an der Pöhlauer Straße gelegen, heute als Garage genutzt (heute Pöhlauer Straße 11), - Zimmerei: (heute Pöhlauer Straße 7), 7) - Mannschaftsgebäude: (heute Pöhlauer Straße 9), - Wohnbau (heute Pöhlauer Straße 13). Schachtanlage 1962 stillgelegt, 1872 geteuft durch Unternehmen Sarfert & Wiede, 1889 Gesellschaft umgewandelt zur Gewerkschaft Morgenstern. | 09238875 |
| Weitere Bilder                          | Einzeldenkmale der Sachgesamtheit Morgensternschacht II | Pöhlauer Straße 9; 11; 13; 15 (Karte)    | 1902/1903                                           | Orts- und bergbauhistorische Bedeutung. Gebäude des ehemaligen Morgensternschachtes II mit Förderturm, Wetterschacht, Mannschaftsgebäude (Nr. 9) und Schmiede (Nr. 11), Expeditionsgebäude, Obersteiger-Wohnhaus (Nr. 15) und Wohnbau (Nr. 13) (siehe auch Sachgesamtheit 09238875, gleiche Anschrift) Siehe Dok.Nummer: 09238875, Pöhlauer Straße 9 (Sachgesamtheit). | 09238877 |
| Direkt Bild zu diesem Denkmal hochladen | Vierseithof mit Wohnstallhaus, Scheune und zwei Stallgebäuden | Poststraße 3 (Karte)                     | 18. und 19. Jahrhundert                             | Große alte Hofanlage, heute in Randlage des alten Ortskerns, die Fachwerkbauten von wissenschaftlichem Interesse. - Erster Stall: Rückseite Sichtfachwerk mit Lehmausfachung, Dachpappedach, Westgiebel verschiefert, - Zweiter Stall: Südgiebel Putzfassade, Sichtfachwerk, Satteldach mit Altschiefer, - Wohnstallhaus: Naturstein-Haustürgewände (um 1840), Giebel Verschieferung, Schieferdach, - Scheune: Ziegeldach, Sichtfachwerk. | 09238867 |
| Weitere Bilder                          | Halde des Florentin-Kästner-Schachtes II | Schachtstraße 4 (bei) (Karte)            | 1872–1957                                           | Die Kulturlandschaft prägende Bergbauhalde mit orts- und sozialhistorischer Bedeutung. Sozialhistorisch bedeutsam: Errichtung einer Werksküche 1917. | 09238924 |
| Direkt Bild zu diesem Denkmal hochladen | Schachtgebäude des Morgensternschachtes VII und angrenzende Halden | Schachtstraße 7 (bei) (Karte)            | 1868–1871                                           | Zeugnis des Steinkohlenbergbaus im Zwickauer Land, sowohl das mächtige Klinkergebäude als auch die recht großflächige Abraumhalde mit ortsbildprägender Wirkung. Klinkerbau. | 09238838 |
| Direkt Bild zu diesem Denkmal hochladen | Wohnhaus eines Bauernhofes | Schachtstraße 15 (Karte)                 | 2. Hälfte 19. Jahrhundert                           | Solider, landschaftstypischer Fachwerkbau mit wissenschaftlich-dokumentarischer Bedeutung. Zweigeschossig, Erdgeschoss massiv, Obergeschoss Sichtfachwerk, Krüppelwalm, saniert, Westgiebel Spitze verbrettert, vermutlich um 1800. | 09238854 |
| Weitere Bilder                          | Kirche sowie Kirchhof mit Einfriedungsmauer und einigen Grabmalen | Straße der Befreiung (Karte)             | 1887–1891                                           | Pfarrkirche in neogotischer Formensprache, Architekt: Oscar Mothes, Leipzig, interessante Grabmale. - Friedhofsmauer: Bruchsteinmauerwerk vor der Kirche/Kapelle, - Barock-Grabstein an der Kirche bezeichnet „1752“(?), - Granitfindling, Hans Jäger, am Eingang des Friedhofes, „Flieger sind Sieger, Flugzeugführer 1912–1940“, - Wandstelle Richard Bretschneider (* 14. Januar 1859 † 12. April 1903), Gutsbesitzer, seitlich (Ost), Kunststein und Einfassungsgitter, - Wandstelle Alfred R. Drescher, gestorben 1903, Muschelkalkstein (kein Denkmal), - Wandstelle Müller, Schwarztafel „Zum Gedächtnis/Helmut Müller/Leutnant/14.7.1911–[gef.] 2.9.1941“, - Wandstelle West, Alfred Schwabe, Ottilie Schwabe, geb. Schaller (* 5. Februar 1882 † 21. Januar 1931), Kunststein und Natursteinplatte, Metallbuchstaben, - Wandstelle Zwischenwand/Ost, Muschelkalkstein ?, - Ehemaliges Erdreihengrab Ernst Max Vogel (* 13. Juni 1894 † 27. Juni 1900), Grottenstein (Sandstein) und Emailletafel. | 09238825 |
| Weitere Bilder                          | Denkmal für die Gefallenen des Deutsch-Französischen Krieges 1870/71, des Ersten und Zweiten Weltkrieges                                                                                               | Straße der Befreiung (Karte)             | bezeichnet 1895                                     | Repräsentative Gedenkstätte, ortsgeschichtlich von Bedeutung. Obelisk aus poliertem Meißner Granit mit drei metallenen Inschrifttafeln, Rundbau aus gestocktem Granit mit Inschriften (Goldeinlage) für Gefallene des Ersten Weltkrieges, Metalltafeln dazwischen für Gefallene des Zweiten Weltkrieges (nach 1990). | 09238811 |
| Direkt Bild zu diesem Denkmal hochladen | Wohnstallhaus eines Bauernhofes | Straße der Befreiung 20 (Karte)          | Anfang 19. Jahrhundert                              | Reizvoll in die Niederung gebettetes Bauernhaus mit Fachwerkobergeschoss, strebenreiches Fachwerk, Dokument einer einst florierenden bäuerlichen Wirtschaft. Obergeschoss Sichtfachwerk, Lehmstaken, Südgiebel verschiefert, Satteldach mit Schieferdeckung, im Südgiebel einige Schiebefenster, Haustür-Portal jetzt mit Ziegeln. | 09238868 |
| Direkt Bild zu diesem Denkmal hochladen | Wohnhaus | Straße der Befreiung 23 (Karte)          | Mitte 19. Jahrhundert                               | Fachwerkwohnhaus, Dokument der orts- und landschaftstypischen Bau- und Lebensweise, baugeschichtlich von Bedeutung. Erdgeschoss massiv, Obergeschoss Sichtfachwerk, Krüppelwalmdach mit Dachpappeschindeln, Fenster entstellend. | 09238865 |
| Direkt Bild zu diesem Denkmal hochladen | Mietshaus | Straße der Befreiung 33 (Karte)          | 1900/1905                                           | Gründerzeitlicher Klinkerbau, baugeschichtlich interessant, durch die erhöhte Lage mit nicht unbedeutender ortsbildprägender Funktion. Zweigeschossig, Mittelrisalit mit Zwerchhaus, Klinkerfassade, eiserne Maueranker, Natursteinsockel Zyklopmauerwerk, Stockgesims, beachtliche Wirkung durch Lage am Hang und neben der Kirche, 1907 von den Methodisten als Gemeindehaus erworben. | 09238861 |
| Direkt Bild zu diesem Denkmal hochladen | Methodistische Kirche sowie Torpfeiler und Treppenaufgang | Straße der Befreiung 35 (Karte)          | bezeichnet 1927                                     | Architektonisch ansprechender Bau im Stil des Art déco. Klinkersockel, Putzbau, Fensterrahmungen Kunststein, Schieferdach mit Dachreiter und Kreuz auf der Spitze, mit Torpfeilern und Treppenaufgang. | 09238860 |
| Direkt Bild zu diesem Denkmal hochladen | Mietshaus in offener Bebauung | Straße der Befreiung 42 (Karte)          | um 1880                                             | Zeugnis gründerzeitlicher Baukultur, ehemals mit eisernem Windfang am Hauseingang. Zweigeschossig, fünfachsig, Putzfassade, Zwerchgiebel Sandsteinaufbau, Obergeschoss mit originalen Fenstern, Putzfassade teilweise geglättet, Mansarddach mit Schieferdeckung, original: Haustür mit Klinke, Treppenhaus (mit einfacher Leiste farbiger Schablonenmalerei), Türen im Innern. | 09238872 |
| Direkt Bild zu diesem Denkmal hochladen | Wohnstallhaus, Scheune und Stallgebäude eines Vierseithofes | Straße der Befreiung 50 (Karte)          | vor 1800                                            | Repräsentative ortsbilgestaltende Hofanlage in besonders malerischer Lage, Fachwerkbauten, strebenreiches Fachwerk. - Wohnstallhaus: Erdgeschoss massiv, verändert, Obergeschoss Sichtfachwerk, im Dachstuhl bezeichnet „17.“, Haushalle und Krüppelwalm, - Stall: Erdgeschoss Bruchsteinmauerwerk, ehemalige Einfahrt noch Verblattung, Sichtfachwerk mit Lehmstaken, - Scheune: Sichtfachwerk, Obergeschoss und Dach mit Wellblech, Durchfahrtscheune. | 09238863 |
| Direkt Bild zu diesem Denkmal hochladen | Brücke über den Reinsdorfer Bach | Straße der Befreiung 50 (bei) (Karte)    | 19. Jahrhundert                                     | Natursteinbogenbrücke (mit Schlussstein) als Zufahrtsweg zur Hofanlage Straße der Befreiung 50, ortsbildprägend und technikgeschichtlich von Bedeutung. Leider die Wangen verputzt, Abbruch 2001 genehmigt, aber bis 2010 noch nicht vollzogen. | 09238862 |
| Direkt Bild zu diesem Denkmal hochladen | Brücke über den Reinsdorfer Bach | Straße der Befreiung 72 (bei) (Karte)    | bezeichnet 1794                                     | Natursteinbogenbrücke (mit Schlussstein) als Zufahrt zur Straße der Befreiung 72, ortsbildprägend und technikgeschichtlich von Bedeutung. | 09238852 |
| Direkt Bild zu diesem Denkmal hochladen | Wohnstallhaus und Seitengebäude eines Vierseithofes | Straße der Befreiung 84 (Karte)          | vor 1800                                            | Insbesondere die Fachwerkkonstruktionen von wissenschaftlich-dokumentarischem Wert, der Bauernhof selbst in exponierter Ecksituation, in Ecklage Mittlerer Schulweg. - Wohnstallhaus: Dach neu Biberschwanz, um 1840, Naturstein-Haustürgewände, Obergeschoss Fachwerk teilweise Lehmfachung, Erdgeschoss massiv, - Stall (Seitengebäude): Fachwerk, im Erdgeschoss verblattete Ständerkonstruktion, - Scheune: Fachwerkbau, Durchfahrtscheune, Dachgeschoss ausgebaut zu Wohnraum, Scheune kein Denkmal, 2005 Wohnstallhaus teilsaniert, Stallgebäude unsaniert. | 09238834 |
| Direkt Bild zu diesem Denkmal hochladen | Wohnstallhaus einer ehemaligen Hofanlage | Straße der Befreiung 88 (Karte)          | um 1800                                             | Baugeschichtlich von Bedeutung, mächtiger, geradezu repräsentativ wirkender Baukörper mit eindrucksvoller Fachwerkkonstruktion, strebenreiches Fachwerk. Zweigeschossig, Haustür mit Natursteingewände, Obergeschoss Sichtfachwerk, Wellblechdach, Nordseite Giebelspitze verbrettert, Umbau Mitte 19. Jahrhundert? | 09238844 |
| Direkt Bild zu diesem Denkmal hochladen | Scheune, Stallgebäude und Toreinfahrt eines Dreiseithofes | Straße der Befreiung 94 (Karte)          | 19. Jahrhundert                                     | Geschlossen erhaltener Bauernhof, extrem langgestrecktes Stallgebäude mit Fachwerk-Obergeschoss, wirkt ortsbildgestaltend in den Straßenraum, die Toreinfahrt aus Klinkermauerwerk mit regionalem Seltenheitswert. Stall: Sichtfachwerk mit Ziegelausfachung, Wellblechdach, einzigartige Toreinfahrt aus roten Klinkern, leider nur Wellblech auf der Mauerwerkskrone. | 09238849 |
| Direkt Bild zu diesem Denkmal hochladen | Brücke über den Reinsdorfer Bach | Straße der Befreiung 94 (bei) (Karte)    | bezeichnet 1897                                     | Natursteinbogenbrücke als Gehöftzufahrt von der Wiesenaue her, ortsbildprägend und technikgeschichtlich von Bedeutung. Bezeichnet „FB 1827“ oder „1897“ | 09238827 |
| Direkt Bild zu diesem Denkmal hochladen | Wohnhaus eines ehemaligen Steinkohlenschachtbetriebes und naheliegende Halde des Steinkohlenbauvereins Reinsdorf                                                                                       | Straße der Befreiung 97 (Karte)          | 1872                                                | Singuläres Zeugnis für einen kleinen privaten Kohlebergbaubetrieb im letzten Drittel des 19. Jahrhunderts. Bruchsteinfundament, Ziegelsockel, Putzfassade und Ziegelgliederung, Ziegeldach, Satteldach, Informationstafel am Gebäude, einige Veränderungen, originale Fenster. | 09238836 |
| Direkt Bild zu diesem Denkmal hochladen | Wohnstallhaus, Scheune und zwei Seitengebäude eines Vierseithofes | Straße der Befreiung 98 (Karte)          | bezeichnet 1847                                     | Große, in ihrer Struktur erhaltene Hofanlage mit Bedeutung für die Kulturlandschaft, die Fachwerkgebäude ortsbildprägend. - Wohnstallhaus: Straßenseitig Haustürgewände bezeichnet 1847 (Naturstein), Obergeschoss Sichtfachwerk, Satteldach mit Eternitschindeln, - Kleines Stallgebäude: Erdgeschoss Ziegelmauerwerk, Bruchsteinsockel, Obergeschoss Sichtfachwerk, Schiebefenster, Wellblechdach, Nordgiebel Spitze verbrettert, - Scheune/Seitengebäude: Bruchsteinsockel, Erdgeschoss für Gewerbe ausgebaut, Satteldach mit Biberschwanzdeckung, - Scheune: Südgiebel verschiefert, Hofseite Sichtfachwerk, vermutlich Lehmausfachung, Wellblechdach. | 09238850 |
| Direkt Bild zu diesem Denkmal hochladen | Brücke über den Reinsdorfer Bach | Straße der Befreiung 98 (bei) (Karte)    | bezeichnet 1830                                     | Natursteinbogenbrücke, Weg zwischen Straße der Befreiung 98 und 100, ortsbildprägend und technikgeschichtlich von Bedeutung. Schlussstein-Inschrift/Datierung schlecht lesbar. | 09238851 |
| Direkt Bild zu diesem Denkmal hochladen | Mietshaus in offener Bebauung | Straße der Befreiung 99 (Karte)          | um 1900                                             | Gründerzeitliches Gebäude im Landhausstil (Fachwerkbau), mit rückwärtigem originalem Windfang, insbesondere durch die Hanglage mit Bedeutung für das Ortsbild. Zweigeschossig, fünf Achsen, entstellende Fenster, Fachwerk im Obergeschoss, Zwerchhaus, Bruchsteinsockel, saniert. | 09238835 |
| Direkt Bild zu diesem Denkmal hochladen | Mietshaus in offener Bebauung | Straße der Befreiung 115 (Karte)         | 1900/1905                                           | Straßenraumprägender gründerzeitlicher Wohnbau mit zurückhaltend dekorierter Klinkerfassade, baugeschichtlich von Bedeutung. Hoher Bruchsteinsockel, Kellergeschoss teilweise schon Klinker, zweigeschossig, sechs Achsen, rote Klinkerfassade, schwarzes Pfannendach, Kellerfenster mit Eisengittern, Kunststoff-Fenster teilweise entstellend, Mittelrisalit mit Zwerchhaus zweiachsig. | 09238848 |
|                                         | Wohnhaus | Straße der Befreiung 118 (Karte)         | 1830er Jahre                                        | Ländliches Wohngebäude mit Fachwerk-Obergeschoss, steilem Mansardgiebeldach und originaler, reich dekorierter Haustür, die alte Ortslage beherrschender Bau, Dokument der Baukultur des Klassizismus, gegenüber Einfahrt zum Pfarrgrundstück, von bau- und sozialgeschichtlichem sowie städtebaulichem Wert. Zwei Geschosse, zwei Dachgeschosse, Traufseite zur Straße Sichtfachwerk, Giebel verschiefert, Dachdeckung Schiefer und Eternit, Haustür mit Natursteinportal. | 09238810 |
| Direkt Bild zu diesem Denkmal hochladen | Wohnstallhaus und Scheune eines Bauernhofes | Straße der Befreiung 120 (Karte)         | um 1750                                             | Das Wohngebäude mit bemerkenswerter Fachwerkkonstruktion (Kopfstreben) und den ursprünglichen dörflichen Zusammenhang veranschaulichende Lage im alten Ortskern am Reinsdorfer Bach. - Wohnstallhaus: Zwei Geschosse, Obergeschoss Hofseite Sichtfachwerk mit Verblattungen, Rückseite Giebel verschiefert, Schieferdach, Krüppelwalm, K-Streben, Lehmausfachung, - Scheune: Bruchsteinsockel, Fachwerkbau, Rückseite Giebelspitze verbrettert, Satteldach mit Eternitplatten, Fachwerk Hofseite sichtbar, Ziegelsockel auf der Dorfseite, Tor um 1915 (Hofseite). (Anbau am Wohnhaus kein Teil des Denkmals). | 09238779 |
| Direkt Bild zu diesem Denkmal hochladen | Mietshaus in halboffener Bebauung in Ecklage | Straße der Befreiung 122 (Karte)         | um 1905                                             | Mit Laden, als Klinkerbau vom Beginn des 20. Jh. Beleg gründerzeitlicher städtischer Baugesinnung, baulich verbunden mit Fachwerkhaus Nummer 124. Zweigeschossig, Ecke mit Turmaufsatz und 2. Obergeschoss, rote Klinkerfassade, Schieferdach neu, Ladenrollos und einige Fenster original, Kunststofffenster entstellend, wichtiges Gebäude an dieser Stelle, (bildet ein Haus mit Nummer 124) | 09238812 |
| Direkt Bild zu diesem Denkmal hochladen | Wohnhaus | Straße der Befreiung 124 (Karte)         | 2. Hälfte 19. Jahrhundert, bezeichnet 1932 und 1966 | Fachwerk-Wohnhaus in Blickbeziehung zur Kirche gelegenes Gebäude mit wissenschaftlich-dokumentarischem sowie ortsbildprägendem Wert, baulich verbunden mit Nummer 122. Erdgeschoss sehr dicke Wände, vollständig verkachelt bezeichnet 1„9 M F. 32“, Obergeschoss Fachwerk verschiefert bezeichnet „1966“, alte Fenster im Obergeschoss, Dach neu gedeckt, Giebel: Erdgeschoss massiv mit Ziegelmauerwerk, Obergeschoss Sichtfachwerk mit alten und originalen Fenstern., (bildet ein Haus mit Nummer 122). | 09238781 |
| Direkt Bild zu diesem Denkmal hochladen | Bergkeller mit Natursteinmauer zur Hangabsicherung auf dem Grundstück | Straße der Befreiung 131 (Karte)         | um 1935                                             | Im Zwickauer Land einzigartiges Beispiel für einen solcherart in den 1930er Jahren gestalteten Bergkeller. Holztür mit zwei verzierten Eisenbändern. | 09238807 |
| Direkt Bild zu diesem Denkmal hochladen | Scheune eines Bauernhofes | Straße der Befreiung 134 (Karte)         | um 1900                                             | Eindrucksvolles, den Straßenraum prägendes Fachwerkgebäude, baugeschichtlich und wirtschaftsgeschichtlich von Bedeutung. Durchfahrtsscheune, Rückseite Sichtfachwerk, Ziegeldach, saniert, Hofseite Sichtfachwerk, Giebelspitze an der Straße verbrettert. | 09238783 |
| Direkt Bild zu diesem Denkmal hochladen | Pfarrhaus | Straße der Befreiung 137 (Karte)         | bezeichnet 1893                                     | Villenartiger, reich dekorierter Gründerzeitbau und Dokument kirchgemeindlichen Lebens in Reinsdorf. Zweigeschossig, Mittelrisalit mit Zwerchhaus, Dach Schieferdeckung, Fenstergewände Naturstein, Putzfassade mit Klinker- und Sandsteindekoration, Bruchsteinsockel, original: Haustür mit Gitter, Fenster, weiter nicht gesehen. | 09238809 |
| Direkt Bild zu diesem Denkmal hochladen | Seitengebäude (Torhaus) und Auszugshaus eines Vierseithofes | Straße der Befreiung 142 (Karte)         | um 1795                                             | Hofanlage im alten Ortskern mit bemerkenswerten Fachwerkkonstruktionen (strebenreiches Fachwerk, profilierte Schwelle), angrenzend ehemals an die alte Schule. - Wirtschaftsgebäude mit Hofdurchfahrt = Nebengebäude mit Durchfahrt: Traufseitig zur Straße, Erdgeschoss massiv (Ziegelmauerwerk), Obergeschoss Sichtfachwerk, Zwischenwände Lehmfachwerk, Wellblechdach, - Auszugshaus: Erdgeschoss Massivlehm, Obergeschoss Fachwerk mit Lehmausfachung, Wellblechdach, ehemals daneben die alte Schule (abgebrochen 1998?). | 09238784 |
| Direkt Bild zu diesem Denkmal hochladen | Ehemals zum Pfarrhof gehörendes Wohnhaus | Straße der Befreiung 143 (Karte)         | um 1830                                             | Unmittelbar an der Reinsdorfer Kirche, am Friedhof gelegen, mit Fachwerk-Obergeschoss, bau- und ortsgeschichtliche Bedeutung. Zwei Geschosse, Erdgeschoss massiv, Obergeschoss Fachwerk mit Verschieferung (Schuppenmuster), Krüppelwalmdach mit stehenden Gaupen und Altschiefer. | 09238782 |
| Direkt Bild zu diesem Denkmal hochladen | Vierseithof mit Wohnstallhaus, Scheune und zwei Stallgebäuden | Straße der Befreiung 148 (Karte)         | 1649 Dendro                                         | Außerordentlich wirkungsvolle Gesamtanlage, Fachwerkbauten, das Wohnstallhaus mit selten derart reicher Fachwerkfiguration (Stiele in Form von Brettdocken), baugeschichtlich von Bedeutung. - Stall: Bruchsteinsockel, Erdgeschoss Massivlehm, Obergeschoss Fachwerk straßenseitig Ziegelausfachung, - Wohnstallhaus: Bruchstein, Ziegelmauerwerk, Obergeschoss Fachwerk verbrettert, Ziegeldach, Rückseite Sichtfachwerk, Lehmstaken. - Stall: um 1800, 1930er Jahre Stallteil mit Ziegeln im Erdgeschoss aufgemauert, Ziegeldach, Zwischenwände im Obergeschoss Lehmfachwerk, - Scheune: Bruchsteinsockel, Sichtfachwerk mit Ziegelausfachung, jüngstes Gebäude des Hofes (1901). | 09238786 |
| Direkt Bild zu diesem Denkmal hochladen | Stallgebäude eines Dreiseithofes | Straße der Befreiung 150 (Karte)         | Mitte 19. Jahrhundert                               | Handwerklich solid ausgeführter Wirtschaftsbau mit Fachwerk-Obergeschoss einer erhaltenen Hofanlage, malerische Wirkung in die Niederung. Zwei Geschosse, Erdgeschoss massiv, Obergeschoss Sichtfachwerk mit Lehmausfachung, Giebelspitze zum Weg verbrettert, Wellblechdach, wichtig für Ensemble mit Nummer 148, wirkungsvoll die Situation vom Reinsdorfer Bach aus. | 09238787 |
| Direkt Bild zu diesem Denkmal hochladen | Wohnstallhaus und Scheune eines Bauernhofes | Straße der Befreiung 152 (Karte)         | um 1800                                             | Wohnhaus mit Fachwerk-Obergeschoss, Zeugnis ländlicher Bau- und Lebensweise der Zeit um 1800, die Scheune um 1900 als ortscharakterisierender Fachwerkbau an der wichtigsten Ortsstraße. - Wohnstallhaus: Beide Giebel und Dach Eternitschindeln, Erdgeschoss verändert, - Scheune: Um 1900, Sichtfachwerk, Wellblechsatteldach, Hofseite Garageneinbauten, wirkt an der Straße, Erdgeschoss massiv. | 09238790 |
| Direkt Bild zu diesem Denkmal hochladen | Stallgebäude eines Vierseithofes sowie Torbogen und Bergkeller | Straße der Befreiung 154 (Karte)         | 18. Jahrhundert                                     | Wissenschaftlich-dokumentarischer Wert und Bedeutung für die Kulturlandschaft, Fachwerkbau. - Stallgebäude: Mitte 18. Jahrhundert, Dachdeckung mit Handstrichziegeln, Sichtfachwerk mit Verblattungen, Wohnhaus um 1885, malerisch aber wenig Denkmalwert, Schieferdach, - Tor: Anfang 19. Jahrhundert, Ziegelbau, Deutsches Band, - Bergkeller: Bruchsteinmauerwerk, Ziegelgewölbe. | 09238791 |
| Direkt Bild zu diesem Denkmal hochladen | Scheune und heutiger Bergkeller (ehemals Seitengebäude) eines ehemaligen Vierseithofes | Straße der Befreiung 156 (Karte)         | 19. Jahrhundert                                     | Für die Kulturlandschaft des Zwickauer Landes typischer Wirtschaftsbau einer größeren Hofanlage in Fachwerkbauweise. - Scheune: Bruchsteinsockel, Sichtfachwerk, Satteldach mit neuer Deckung, - Stall mit Durchfahrt: Obergeschoss Sichtfachwerk, Ziegeldach, Giebel verschiefert, Stall vor 2010 abgebrochen, - Bergkeller: Ehemals viertes Gebäude des Hofes (vgl. Plan). | 09238792 |
| Direkt Bild zu diesem Denkmal hochladen | Zwei im Winkel zueinanderstehende Wirtschaftsgebäude eines Vierseithofes | Straße der Befreiung 160 (Karte)         | Ende 18. Jahrhundert, bezeichnet 1836               | Das Ortsbild bereichernde Gebäude eines geschlossen erhaltenen Bauernhofes, mit interessanter Fachwerkfiguration (strebenreiches Fachwerk). - Stall: Traufseitig zur Straße, Bruchstein-Erdgeschoss, Obergeschoss Sichtfachwerk mit Lehmstaken, Holztor, Garageneinbau, Dach mit Dachpappeschindeln, - Wirtschaftsgebäude: Erdgeschoss Bruchstein-Ziegel-Mauerwerk, Obergeschoss Sichtfachwerk mit Lehmstaken, Schieferdach, Speicherluke verschiefert, Fenster mit Schiebefenstern, Fachwerkkonstruktion mit Verblattungen auf der Hofseite, engstehende Ständer, ehemals Stall(?), - Wohnhaus: Natursteinportal bezeichnet „1836“, Fachwerk-Obergeschoss aber stark verändert, Wohnhaus kein Denkmal. | 09238794 |
| Direkt Bild zu diesem Denkmal hochladen | Stallgebäude eines Vierseithofes | Straße der Befreiung 162 (Karte)         | Ende 18. Jahrhundert                                | Zur Straße gelegener Stall, sich bestens in das durch Fachwerkbauweise geprägte Ortsbild eingliedernder Bau. Zwei Geschosse, Erdgeschoss massiv, Obergeschoss Sichtfachwerk (auch hofseitig), Giebel Altschiefer. | 09238795 |
| Direkt Bild zu diesem Denkmal hochladen | Wohnstallhaus und Scheune eines Vierseithofes | Straße der Befreiung 164 (Karte)         | 2. Hälfte 19. Jahrhundert                           | Imposantes Wohngebäude in Fachwerkbauweise mit Bedeutung für das Dorfbild und landschaftstypisches Fachwerk-Nebengebäude, baugeschichtlich von Bedeutung. Vierseithof: Wohnstallhaus traufseitig zur Straße, Sichtfachwerk, Satteldach mit Ziegeldeckung. | 09238796 |
| Direkt Bild zu diesem Denkmal hochladen | Scheune und Stallgebäude eines Vierseithofes | Straße der Befreiung 166 (Karte)         | 19. Jahrhundert                                     | Den Charakter von Reinsdorf mitbestimmende Fachwerkbauten, baugeschichtlich und wirtschaftsgeschichtlich von Bedeutung. - Stall: Erdgeschoss Ziegel-Mauerwerk, Obergeschoss Sichtfachwerk mit Lehmstaken, Westgiebel Altschiefer, Giebelspitze nach Osten zu verbrettert, Ziegeldach, Satteldach, an der Straße zwei Schleppgauben, - Scheune: Fachwerk-Bau, Dachpappedach Hofseite, Rückseite Ziegeldeckung, Rückseite Fachwerk mit Lehmstaken, Straßengiebel verschiefert, - Wohnstallhaus: Krüppelwalmdach, kein Denkmal. | 09238797 |
| Direkt Bild zu diesem Denkmal hochladen | Stallgebäude eines Bauernhofes | Straße der Befreiung 174 (Karte)         | 19. Jahrhundert                                     | Bau- und Lebensweise der Zeit blühender landwirtschaftlicher Produktion dokumentierender Fachwerkbau, die hofseitige Einfahrt mit Verblattung der Fachwerkkonstruktion. Stall zur Bachseite, Bruchsteinsockel, Erdgeschoss Massivlehm, teilweise Ziegelmauerwerk, Obergeschoss Sichtfachwerk mit Lehmstaken, zwei Fenster mit Schiebefenstern, Ostgiebelspitze verbrettert, Westgiebel mit Verbretterung, Hofseite mit Wellblechdach. | 09238803 |
| Direkt Bild zu diesem Denkmal hochladen | Ehemaliges Wohnstallhaus, Scheune und Stallgebäude (mit Oberlaube) eines Vierseithofes | Straße der Befreiung 180 (Karte)         | 18. Jahrhundert                                     | Geschlossene Hofanlage mit Fachwerkkonstruktionen, unter anderem eine der im Reinsdorfer Gemeindegebiet äußerst seltenen Oberlauben. - Wohnstallhaus: Ehemaliges Wohnstallhaus, 1873 Umbau, 1990er Jahre weiterer Umbau, Gehöft bis ins 16. Jahrhundert, ehemals Grafschaft Wildenfels, nur Obergeschoss noch Fachwerk erhalten, Schieferdach, alter Dachstuhl wohl um 1600 erbaut, seit 1752 Familienbesitz Leichsenring, - Stall: 1708 erbaut, Oberlaube (vier Bögen), Sichtfachwerk Hofseite, Ecke um 1930 wegen Zufahrt verändert, Dachpappeschindeln, - Scheune: Noch Reste von Verblattung sichtbar, Sichtfachwerk, Dachpappedach, Südgiebelspitze verschiefert. | 09238801 |
| Direkt Bild zu diesem Denkmal hochladen | Wohnhaus und Stallgebäude eines Bauernhofes sowie Vorgarten am Wohnhaus | Straße der Befreiung 181 (Karte)         | um 1800                                             | Fachwerkbauten in erhöhter Ortslage, straßenraumprägend und ortstypische Baugesinnung mit reicher Originalsubstanz. - Wohnhaus: Erdgeschoss massiv Bruchstein- und Ziegelmauerwerk, Obergeschoss Sichtfachwerk mit Lehmausfachung, Giebel verschiefert, Schieferdach neu, - Stall: Fachwerkbau mit Ziegelausfachung, Spitze des Straßengiebels verbrettert, Ziegeldach, Vorgarten mit straßenbegrenzender Natursteinmauer, 2005 Wohnhaus saniert, Stallgebäude unsaniert. | 09238793 |
| Direkt Bild zu diesem Denkmal hochladen | Wohnstallhaus, Seitengebäude und Scheune eines Vierseithofes | Straße der Befreiung 186 (Karte)         | um 1800                                             | Das Ortsbild bestimmende, für die Kulturlandschaft typische Fachwerkgebäude, in seiner Struktur weitgehend erhaltener Bauernhof. - Wohnstallhaus: Erdgeschoss massiv, Obergeschoss Sichtfachwerk, Krüppelwalmdach, Dachpappeschindeln, straßenseitiger Giebel Altschiefer, - Stall: Vor 1800, Schieferdach, - Scheune: Sichtfachwerk, Durchfahrtsscheune, Satteldach Rückseite Wellblechplatten. 2005 Wohnstallhaus teilsaniert, Stall und Scheune unsaniert. | 09238805 |
| Direkt Bild zu diesem Denkmal hochladen | Vierseithof mit Wohnstallhaus, Scheune, Stallgebäude und Durchfahrtsscheune | Straße der Befreiung 188 (Karte)         | um 1800                                             | Einer der wenigen weitgehend geschlossen authentisch erhaltenen Vierseithofanlagen im Ort, ortsbildprägende Fachwerkbauten, baugeschichtlich von Bedeutung. - Stall: Bruchstein-Mauerwerk im Erdgeschoss, Obergeschoss Sichtfachwerk mit Lehmstaken, Schieferdach, Satteldach, Lage an der Straße, ein Giebel Sichtfachwerk, Giebel am Eingang verschiefert, - Durchfahrtsscheune: Fachwerkbau mit Lehmstaken und Ziegelfachung im Giebel, Giebelspitze verbrettert, Bruchsteinsockel, Satteldach mit Wellblechplatten, - Scheune: Obergeschoss Fachwerk sichtbar (Andreaskreuze an den Ecken), Wellblech-Satteldach, - Wohnstallhaus: Giebel verschiefert, Obergeschoss Hofseite Sichtfachwerk. 2005 Wohnstallhaus teilsaniert, Scheune, Stall und Durchfahrtsscheune unsaniert. | 09238815 |
| Direkt Bild zu diesem Denkmal hochladen | Scheune und Stallgebäude eines Vierseithofes | Straße der Befreiung 192 (Karte)         | um 1800                                             | Wirtschaftsgebäude als Zeugnisse bäuerlicher Bau- und Lebensweise, der Stall mit einer der selten erhaltenen Kumthallen im Zwickauer Land. - Stall: Kumthalle Porphyrtuffsäule (?), Ziegelmauerwerk im Erdgeschoss, Obergeschoss Sichtfachwerk, Giebel massiv, Satteldach Eternitschiefer, - Scheune: Fachwerkbau um 1800, Sichtfachwerk mit Lehmstaken, Wellblech-Satteldach, z. Z. Ausbau im Dach, Nordgiebel verbrettert, Durchfahrtscheune, Torbogen bezeichnet „1893“. | 09238816 |
| Direkt Bild zu diesem Denkmal hochladen | Zwei Stallgebäude, Scheune und Bergkeller eines Vierseithofes | Straße der Befreiung 194 (Karte)         | 1. Hälfte 19. Jahrhundert                           | Große Hofanlage in ortstypischer Baugestaltung. - Stall: Erdgeschoss massiv, Obergeschoss Sichtfachwerk Westgiebel verschiefert, Lehmstaken, Fenster mit Schiebefenster, - Scheune: Fachwerk mit Lehmstaken, Sichtfachwerk, Bruchsteinsockel, Südseite Anbau um 1900, Wellblechdach, Durchfahrtscheune, - Stall mit Kronbalken: Sichtfachwerk mit Ziegelausfachung im Obergeschoss, Erdgeschoss massiv, Obergeschoss alte Fenster, Westgiebel verschiefert, Wellblechdach, eventuell Auszugshaus, - Wohnstallhaus: Sichtfachwerk, Giebel verschiefert, neues Dach, um 1800, kein Denkmal. - Bergkeller zur Wiesenaue hin. | 09238818 |
| Direkt Bild zu diesem Denkmal hochladen | Zwei Seitengebäude eines Vierseithofes | Straße der Befreiung 200 (Karte)         | Mitte 19. Jh.                                       | Orts- und landschaftstypische Fachwerkgebäude, baugeschichtlich von Bedeutung, markante Lage Ecke Härtensdorfer Weg. - Stall: Bruchsteinsockel und Erdgeschoss aus Bruchsteinmauerwerk, Obergeschoss Sichtfachwerk, saniert, Schieferdach, - Stall: Obergeschoss Sichtfachwerk, Erdgeschoss zwei Garageneinbauten, Erdgeschoss teilweise Massivlehm, Nordgiebel verbrettert, Bruchsteinsockel, - Scheune: Fachwerk Hofseite mit Lehmstaken, um 1880, - Wohnstallhaus: Vor 1800, Fenster Natursteingewände, Fenster innen Korbbögen, saniert, innen nicht gesehen. | 09238821 |
| Direkt Bild zu diesem Denkmal hochladen | Zwei Seitengebäude (eines mit Oberlaube) eines Vierseithofes | Straße der Befreiung 207 (Karte)         | 19. Jahrhundert                                     | Das an der Straße gelegene Wirtschaftsgebäude mit einmaliger Fachwerkfassade zum Hof, größte Oberlaube in Reinsdorf mit acht Bögen, Seltenheitswert. - Scheune: Massiverdgeschoss, Sichtfachwerk, Durchfahrtscheune, Wellblech-Satteldach, Reste von Verblattungen, Wände innen Fachwerk mit Lehmstaken, Fenster sehr dicht an Traufe, Hof seit 1683 erbangesessen Familie Gerber, - Giebel Süd: Sichtfachwerk, Rückseite Sichtfachwerk, Bruchsteinsockel, - ) Stall mit Oberlaube: Sichtfachwerk, Wellblechdach, Ostgiebel Sichtfachwerk, Traufe straßenseitig verbrettert. 2005 Scheune saniert, Stallgebäude unsaniert. | 09238819 |
| Direkt Bild zu diesem Denkmal hochladen | Halden der Wilhelmschächte II und III des Zwickau-Oberhohndorfer Steinkohlenbau-Vereins (Lage: zwischen Wiesenaue 2 und Lößnitzer Straße 1)                                                            | Wiesenaue 2 (bei) (Karte)                | 1869–1936                                           | Orts- und bergbauhistorische Bedeutung. Sachgesamtheitsbestandteil der Sachgesamtheit Wilhelmschacht: (siehe auch Sachgesamtheit 09247697, Zwickau, Stadt, Wilhelmschacht I) | 09238846 |
| Direkt Bild zu diesem Denkmal hochladen | Scheune, Stallgebäude und Toranlage eines Vierseithofes | Wiesenaue 13 (Karte)                     | 19. Jahrhundert                                     | Zeugnis bäuerlichen Bau- und Lebensweise, Fachwerkbauten, landschaftsformende Lage in der Bachniederung. - Scheune: Sichtfachwerk mit Lehmstaken, Westseite im unteren Bereich Ziegelausfachung, - Stall: Sichtfachwerk, Lehmstaken, Giebelspitze verbrettert. | 09238869 |
| Direkt Bild zu diesem Denkmal hochladen | Scheune, ehemaliges Stallgebäude (mit Oberlaube) und Torbogen eines Vierseithofes | Wiesenaue 20 (Karte)                     | 19. Jahrhundert                                     | Fachwerkbauten, baugeschichtlich von Bedeutung, geschlossen erhaltene Hofanlage mit einer der äußerst seltenen Oberlauben. - Scheune: Fachwerkbau, Sichtfachwerk, schiefergedecktes Satteldach, saniert, - Stall: Mit Oberlaube (fünf Bögen), Obergeschoss verbrettert, entstellende Garageneinbauten, Tor bezeichnet „TG 1881“ | 09238855 |
| Direkt Bild zu diesem Denkmal hochladen | Brücke über den Reinsdorfer Bach | Wiesenaue 20 (bei) (Karte)               | bezeichnet 1800                                     | Natursteinbogenbrücke als Zufahrt zur Wiesenaue 20, ortsbildprägend und technikgeschichtlich von Bedeutung. | 09238856 |
| Direkt Bild zu diesem Denkmal hochladen | Seitengebäude (mit Oberlaube) eines Bauernhofes | Wiesenaue 34; 35 (Karte)                 | um 1800                                             | In der Niederung liegendes Anwesen, Gebäude durch die für Reinsdorf seltene Oberlaube von wissenschaftlich-dokumentarischer Bedeutung. Ehemaliger Stall mit dreibogiger Oberlaube, rückseitig großer Holzanbau, Wellblechdach. | 09238842 |
| Direkt Bild zu diesem Denkmal hochladen | Wohnstallhaus, Stallgebäude und Scheune eines Vierseithofes sowie Hofpflasterung | Wiesenaue 40 (Karte)                     | um 1800                                             | Eine der ältesten Anlagen mit wissenschaftlich-dokumentarischer Bedeutung, ortsbildgestaltende Fachwerkgebäude eines geschlossen erhaltenen Bauernhofes. - Fachwerk-Scheune: Durchfahrtscheune, Sichtfachwerk mit Lehmfachung, Wellblechdach, Giebelspitze West verschiefert und bezeichnet „Anno 1600 Familie Windisch“, - Stall: Hof Sichtfachwerk mit Lehmfachung, Nordgiebel verbrettert, - Wohnstallhaus: Massives Erdgeschoss, Obergeschoss Sichtfachwerk, Schieferdach, teilweise Natursteinfenstergewände, Erdgeschoss Bruchsteinmauerwerk, Fachwerk Hofseite mit Lehmfachung. 2005 Wohnstallhaus teilsaniert, Stall und Scheune unsaniert. | 09238826 |
| Direkt Bild zu diesem Denkmal hochladen | Wohnstallhaus und zwei Stallgebäude eines Vierseithofes | Wiesenaue 60 (Karte)                     | um 1800                                             | Bemerkenswerte, reizvoll in den Landschaftsraum eingebettete Hofanlage mit ortstypischen Gebäuden überwiegend in Fachwerkbauweise, davon zwei als Zeugnis der örtlichen Bau- und Lebensweise um 1800. - Stall: Um 1900, Bruchsteinsockel, Erdgeschoss Ziegelmauerwerk, Ziegeldeckung, Satteldach, - Scheune: Bezeichnet „1937“, kein Denkmal, Obergeschoss verbrettert, Wellblech, - Wohnstallhaus: Saniert, Obergeschoss Sichtfachwerk, Giebel verschiefert, um 1800, - Stallgebäude: Fachwerkbau um 1800 mit Handstrichziegeln, Innen preußische Kappen, Mauerwerk heute massiv, Reste von Verblattungen, geringer Denkmalwert. 2005 Wohnstallhaus und ein Stallgebäude teilsaniert, ein Stallgebäude unsaniert. | 09238802 |
| Direkt Bild zu diesem Denkmal hochladen | Scheune und zwei Seitengebäude eines Vierseithofes | Wiesenaue 64 (Karte)                     | 19. Jahrhundert                                     | Ortsbildcharakterisierende Fachwerkgebäude einer geschlossen erhaltenen Hofanlage, baugeschichtlich von Bedeutung, weithin sichtbarer Bauernhof mit malerischer Einbettung in die Landschaft. - Stall: Erdgeschoss massiv, Sichtfachwerk mit Andreaskreuzen, Ziegeldach, - Scheune: Fachwerkbau, Wellblechdach, - Nebengebäude, heute Hühnerstall: Sichtfachwerk, Wellblechdach, - Wohnstallhaus: Kein Denkmal, bezeichnet „18..“. | 09238800 |
| Direkt Bild zu diesem Denkmal hochladen | Wohnstallhaus und Scheune eines Bauernhofes | Wiesenaue 69 (Karte)                     | um 1800, Umbau bezeichnet 1887                      | Ausgesprochen reizvoll am Ortsrand liegendes Gehöft mit weiter Ausstrahlung in die Landschaft. - Wohnstallhaus: Korbbogenportal Hofseite, Rückseite Naturstein-Haustürgewände bezeichnet „1887“, Erdgeschoss massiv, Obergeschoss Sichtfachwerk, Giebelspitze verbrettert, Satteldach, Erdgeschoss mit Naturstein-Fenstergewände, - Scheune: Mit Tür zur Feldseite, Satteldach, Wellblech, Fachwerkbau, Giebelseite verbrettert, sehr malerische Lage. | 09238814 |
| Direkt Bild zu diesem Denkmal hochladen | Scheune eines ehemaligen Vierseithofes | Wiesenaue 70 (Karte)                     | bezeichnet 1883                                     | Ehemals drei stattliche massive Wirtschaftsgebäude eines Bauernhofes (zwei davon vor 2010 abgebrochen), baugeschichtlich und wirtschaftsgeschichtlich von Bedeutung, Scheune Teil der großzügigen Bebauung der Wiesenaue mit Vierseithöfen. Massivbauten mit Satteldach, - Erste Scheune: Eingeschossig mit Drempel, drei Flachbogentore, - Zweite Scheune: Bezeichnet „1883“ im Schlussstein, eingeschossig mit Drempel, zwei Flachbogentore, - Nebengebäude und Kumthalle: Zweigeschossig, zweijochige Kumthalle auf Säule, eine große Einfahrt. | 09238858 |
| Direkt Bild zu diesem Denkmal hochladen | Wohnstallhaus eines Vierseithofes | Wiesenaue 73 (Karte)                     | vor 1800                                            | Wirkungsvoller Bau aus dem 18. Jahrhundert mit Fachwerk-Obergeschoss, Bedeutung für die Kulturlandschaft. Erdgeschoss massiv, Obergeschoss Fachwerk: Hofseite verputzt sonst verschiefert, Krüppelwalmdach verschiefert, Hofseite und Westgiebel einige größere Fenster, eindrucksvolle Kubatur, Hanglage, dorfseitig Anbau. | 09238817 |

## Friedrichsgrün
| Bild                                    | Bezeichnung                                                                                                   | Lage                       | Datierung                  | Beschreibung | ID       |
| --------------------------------------- | --- | -------------------------- | -------------------------- | --- | -------- |
| Direkt Bild zu diesem Denkmal hochladen | Wegverbindung                                                                                                 | Garnsteig (Karte)          | 18. Jahrhundert            | Auch Garnstraße, genutzt von den Webern und Garnwicklern aus Textilfabriken auch aus Reinsdorf-Mülsengrund, Silberstraße und Wilkau-Haßlau, historischer Wegverlauf mit besonderer Bedeutung für die Orts- und Regionalgeschichte. Gemarkung Friedrichsgrün Flurstück Nummer 280. Nord-Süd zum Beispiel von Germsdorf westlich an Gersdorf vorbei nach Hohndorf.                                                                  | 09238925 |
| Weitere Bilder                          | Rathaus und seitliche Einfriedung                                                                             | Rathausstraße 4 (Karte)    | um 1930                    | Repräsentatives Gebäude von ortsgeschichtlicher Bedeutung. Zwei Geschosse, Mittelrisalit mit Portikus und Uhrturmaufsatz, Putzfassade schlicht mit Klinkergliederung, Portikus mit vier Porphyrtuffsäulen, Granitstufen, Klinkersockel, original: hölzerne Informationstafel im Eingangsbereich, Windfangtür mit geschliffenen Scheiben, Türen, Heizkörperverkleidung. 2005 Rathaus teilsaniert, seitliche Einfriedung gefährdet. | 09238682 |
| Weitere Bilder                          | Schule | Schulstraße 19 (Karte)     | um 1900                    | Repräsentativer historistischer Schulbau mit Klinkerfassade in exponierter Hanglage, ortsgeschichtlich bedeutsam, Erinnerungswert. Hoher Sockel aus zyklopischem Mauerwerk, Kellergeschoss teilweise ausgebaut, zweigeschossig, Ziegelfassade mit Klinkergliederung. | 09238677 |
|                                         | Denkmal für die Gefallenen des Ersten Weltkrieges                                                             | Thomas-Mann-Straße (Karte) | nach 1918 (Kriegerdenkmal) | Anlage mit drei Granitmonolithen und Reliefplatte, Bildhauer: Max Alfred Brumme, Leipzig, Bronzerelief bezeichnet „MALF Brumme“ (Max Alfred Brumme), ortsgeschichtlich von Bedeutung. Anlage mit Eisernem Kreuz aus Terrazzo, Steine vermutlich Meißner Granit, Mittelstein gestockt, Namenssteine poliert. | 09238679 |
| Weitere Bilder                          | Kirche mit Kirchhof und Denkmal für die Gefallenen des Deutsch-Französischen Krieges 1870/71 auf dem Kirchhof | Thomas-Mann-Straße (Karte) | 1865–1866                  | Neogotische Saalkirche, Architekt: Karl Reichenbach, ortsgeschichtlich und baugeschichtlich von Bedeutung. - Kirche: Putzfassade, Schieferdach, exponierte Hanglage, neben der Schule, 1966 saniert, dabei Reduzierung des Fassadenschmuckes, - Friedhof: Keine alten Grabmale, gestaltete Anlage mit starker Begrünung, - Kriegerdenkmal: Sandstein.                                                                             | 09238678 |
| Direkt Bild zu diesem Denkmal hochladen | Wohnhaus | Weberstraße 20 (Karte)     | 1. Hälfte 19. Jahrhundert  | Baugeschichtlich von Bedeutung, mit Fachwerkobergeschoss, dokumentiert alte Bauweisen im Ortskern. Erdgeschoss massiv, Obergeschoss Fachwerk, aufgebrettert, Giebelspitzen verschiefert, Satteldach Dachpappeschindeln, neue sprossenlose Fenster. | 09238681 |

## Vielau
| Bild                                    | Bezeichnung | Lage                            | Datierung                                                 | Beschreibung | ID       |
| --------------------------------------- | --- | ------------------------------- | --------------------------------------------------------- | --- | -------- |
| Direkt Bild zu diesem Denkmal hochladen | Wohnstallhaus und Scheune eines Dreiseithofes | Bergmannsweg 2 (Karte)          | 19. Jahrhundert                                           | Ortstypische Fachwerkgebäude mit Dokumentationswert, reizvoll gelegene Hofanlage. - Wohnstallhaus: Giebelspitze Kunstschiefer, Erdgeschoss Bruchstein, Obergeschoss freiliegendes Fachwerk mit Holznägeln, Biberschwanzdeckung 1993/94, Fenster im Erdgeschoss-Giebel 1970 vergrößert, Hofseite ein nachgebautes Schiebefenster, - Stall: Um 1910 umgebaut, Sicht-Fachwerk mit Ziegelausfachung, Dach teilweise noch Handstrichziegel, drittes Gebäude kein Denkmal. Eigentümer hat wohl alten Stich aus dem 19. Jahrhundert. | 09238716 |
| Direkt Bild zu diesem Denkmal hochladen | Grenzstein aus dem Augustusburger Forstrevier | Bergmannsweg 2 (bei) (Karte)    | bezeichnet 1782                                           | Dokument der sächsischen Territorialentwicklung. Bezeichnet „1782“, Rückseite: Nummer 343, Hilbersdorfer Porphyrtuff, aus Augustusburger Forstrevier. | 09238689 |
| Direkt Bild zu diesem Denkmal hochladen | Wohnhaus | Bergstraße 15 (Karte)           | um 1840                                                   | Mit Fachwerkobergeschoss, Zeugnis für die Bau- und Lebensweise in der ersten Hälfte des 19. Jahrhunderts. Giebelständig, Straße macht eine Kurve und führt knapp am Haus vorbei, Erdgeschoss massiv, Obergeschoss freiliegendes Fachwerk, Giebel verbrettert, Satteldach Biberschwanziegel in Doppeldeckung. | 09238755 |
| Direkt Bild zu diesem Denkmal hochladen | Wohnhaus | Brauereistraße 3 (Karte)        | bezeichnet 1835                                           | Mit Fachwerkobergeschoss, eines der ältesten Häuser der ursprünglichen Ortskernbebauung, Blickbeziehung zur Kirche, baugeschichtlich von Bedeutung. Erdgeschoss Massivlehm (60 cm), Obergeschoss Fachwerk, Straßenseite verschiefert, Giebel mit Eternitplatten, Wettergiebel verputzt, Grundriss 10,50 m × 6 m, Zugang verlegt auf Hofseite, Sandsteinportal verloren, Haustür liegt auf dem Dachboden, Erdgeschoss noch zwei alte Fenster, vergleiche Nummer 8 auch Massivlehm, aber kein Denkmal mehr. | 09238715 |
| Direkt Bild zu diesem Denkmal hochladen | Wohnhaus | Doktorweg 7 (Karte)             | um 1840                                                   | Landschaftstypischer Fachwerkbau in der alten Ortslage. Wohnhaus: Obergeschoss freiliegendes Fachwerk, Giebel verschiefert, Schieferdach, Haustür mit Natursteingewände, gut saniert, Krüppelwalmdach, besonderer Blickfang durch seine Lage in einer Kurve. | 09238687 |
| Direkt Bild zu diesem Denkmal hochladen | Wegestein | Friedrichsgrüner Weg (Karte)    | um 1910                                                   | Granitstele, verkehrsgeschichtlich von Bedeutung. Zirka 1,80 Meter Höhe über Bodenniveau, vermutlich Vermessungspunkt (ehemalige Triangulationssäule). | 09238788 |
| Direkt Bild zu diesem Denkmal hochladen | Vereinshaus (Fachwerkteil) einer Kleingartensparte | Gartenstraße 1 (Karte)          | 1912                                                      | Zeugnis für die Entwicklung des Kleingartenwesens im Zwickauer Umland, ortsgeschichtlich von Bedeutung. Fachwerkbau, Dach Dachpappe, Verein 1906 gegründet. | 09238709 |
| Direkt Bild zu diesem Denkmal hochladen | Wohnhaus in offener Bebauung | Hauptstraße 4 (Karte)           | um 1900                                                   | Qualitätvolles gründerzeitliches Wohnhaus im Schweizerhaus-Stil. Eingeschossig, fünf Achsen mit Zwerchhaus, im Giebel Freigespärre, Zyklop-Mauerwerk-Sockel, Putzfassade, Fenster neu. | 09238769 |
| Direkt Bild zu diesem Denkmal hochladen | Mühle | Hauptstraße 9a (Karte)          | vor 1800, bezeichnet „1823“                               | Imposantes Fachwerkgebäude mit großer ortshistorischer Wertigkeit und Bedeutung für das Ortsbild. Zwei Geschosse, ältestes(?) Haus von Vielau, nach Brand 1823 Wiederaufbau, Krüppelwalmdach mit neuer Deckung, imposanter Baukörper, auf der ältesten Karte von 1713 eingezeichnet, schlecht saniert. | 09238773 |
| Direkt Bild zu diesem Denkmal hochladen | Gedenktafel für Ernst Beyer an dessen Geburtshaus (Straßenseite) | Hauptstraße 43 (Karte)          | vermutlich 1928                                           | Historische Bedeutung, erinnert an den Leipziger Pädagogen Ernst Beyer. Porträtrelief (Kupfer) bezeichnet C. Beyer, Inschrift: DEM VORKÄMPFER FÜR VOLKSBILDUNG/ SCHULE UND LEHRERSTAND/ ERNST BEYER/ HIER GEB. 24.9.1855 GEST. 15.9.1927 IN LEIPZIG/ GEWIDMET VOM SÄCHSISCHEN LEHRERVEREIN, siehe auch Hauptstraße 112 (dort Duplikate von 1983 an der Schule, allerdings diese ohne die letzte Zeile (Lehrerverein)). | 09238767 |
| Direkt Bild zu diesem Denkmal hochladen | Mietshaus in Ecklage | Hauptstraße 63 (Karte)          | um 1905                                                   | Reich dekorierter gründerzeitlicher Klinkerbau als Zeugnis der Verstädterung des Ortes. Drei Geschosse, rote Klinkerfassade mit reicher Gliederung, ehemals Eckladen, Bruchsteinsockel, saniert, entstellende Fenster, Schieferdach, Türsturz Eckladen bezeichnet „EM“ oder „ME“, in Ecklage Ringstraße, Nebengebäude im Hof vor 2010 abgebrochen. | 09238685 |
| Direkt Bild zu diesem Denkmal hochladen | Brücke über den Dorfbach | Hauptstraße 68 (neben) (Karte)  | um 1880                                                   | Natursteinbogenbrücke, Zugang zu Hof 10 und Hauptstraße 68, ortsbildprägend und technikgeschichtlich von Bedeutung. | 09238778 |
| Direkt Bild zu diesem Denkmal hochladen | Brücke über den Dorfbach | Hauptstraße 92 (neben) (Karte)  | um 1880                                                   | Natursteinbogenbrücke an der Einfahrt des Weges zu den Hofanlagen Nummer 16 und 18, ortsbildprägend und technikgeschichtlich von Bedeutung. | 09238768 |
| Direkt Bild zu diesem Denkmal hochladen | Wohnhaus | Hauptstraße 98 (Karte)          | Ende des 18. Jahrhunderts und Anfang des 19. Jahrhunderts | Fachwerkwohnhaus in Giebelstellung zur Straße, ortstypischer Fachwerkbau in Nähe des Kirchberges, baugeschichtlich von Bedeutung. Zweigeschossig, denkmalpflegerische Genehmigung 1998, 1999 Denkmalfördermittel, nach Sanierung Denkmalwert verringert, Erdgeschoss massiv, Obergeschoss Sichtfachwerk, giebelständig, Giebel verschiefert, Fenstergewände im Erdgeschoss Hilbersdorfer Porphyrtuff, zwei Schleppgaupen, verschiedene Anbauten, Geschäftshausanbau mit großer Ladenzone – kein Denkmal (etwa 1930). | 09238822 |
| Direkt Bild zu diesem Denkmal hochladen | Mietshaus in offener Bebauung | Hauptstraße 102 (Karte)         | um 1905                                                   | Ortstypischer gründerzeitlicher Klinkerbau gegenüber dem Kirchberg, baugeschichtlich von Bedeutung. Drei Geschosse, neun Achsen, rote Klinkerfassade, Ladeneinbau, Satteldach mit schwarzer Pfannendeckung (neu). | 09238717 |
| Direkt Bild zu diesem Denkmal hochladen | Wohnstallhaus eines Winkelhofes und Hofpflasterung | Hauptstraße 105 (Karte)         | um 1800                                                   | Ortsgeschichtlich bedeutsam als vermutlich drittältestes Gebäude in Vielau, Fachwerkbau, wissenschaftlich-dokumentarischer Wert. Erdgeschoss massiv, Obergeschoss offenliegendes Fachwerk, Satteldach mit Schieferdeckung, soll drittältestes Haus von Vielau sein. | 09238701 |
| Direkt Bild zu diesem Denkmal hochladen | Brücke über den Dorfbach | Hauptstraße 126 (neben) (Karte) | um 1880                                                   | Natursteinbogenbrücke als Zufahrt zu Hof 34, ortsbildprägend und technikgeschichtlich von Bedeutung. | 09238706 |
| Direkt Bild zu diesem Denkmal hochladen | Wohnhaus eines Bauernhofes | Hauptstraße 128 (Karte)         | 1. Drittel 19. Jahrhundert                                | Baugeschichtlich von Bedeutung, mit Fachwerkobergeschoss, eines der wenigen erhaltenen kleineren Wohngebäude, Dokumentationswert. Zwei Geschosse, Erdgeschoss massiv, Obergeschoss Fachwerk mit Eternitschindeln verkleidet, Satteldach mit Ziegeldeckung traufständig. | 09238693 |
| Direkt Bild zu diesem Denkmal hochladen | Brücke über den Dorfbach | Hauptstraße 134 (neben) (Karte) | um 1880                                                   | Natursteinbogenbrücke, Zufahrt zu Hof 36 und Fröhlichweg 2, ortsbildprägend und technikgeschichtlich von Bedeutung. Von der Hauptstraße nur ein Ziegelbogen zu sehen, die andere Seite sehr schönes Natursteinmauerwerk. | 09238694 |
| Direkt Bild zu diesem Denkmal hochladen | Brücke über den Dorfbach | Hauptstraße 148 (neben) (Karte) | um 1880                                                   | Natursteinbogenbrücke über den Dorfbach als Zufahrt zu Hof 42, ortsbildprägend und technikgeschichtlich von Bedeutung. Hofanlage nicht mehr vollständig erhalten. | 09238697 |
| Direkt Bild zu diesem Denkmal hochladen | Brücke über den Dorfbach | Hauptstraße 150 (neben) (Karte) | bezeichnet 1881                                           | Natursteinbogenbrücke mit Schlussstein, bezeichnet „Döhler 1881“, Zufahrt zu Hof 44 und 46, ortsbildprägend und technikgeschichtlich von Bedeutung. Schlussstein aus Sandstein, gebrochener Verlauf. | 09238700 |
| Direkt Bild zu diesem Denkmal hochladen | Brücke über den Dorfbach | Hauptstraße 154 (neben) (Karte) | um 1880                                                   | Natursteinbogenbrücke als Zufahrt zu Hof 48, ortsbildprägend und technikgeschichtlich von Bedeutung. Hofanlage nicht mehr vollständig erhalten. | 09238704 |
| Direkt Bild zu diesem Denkmal hochladen | Wohnstallhaus eines Bauernhofes | Hof 1 (Karte)                   | vor 1720                                                  | Eines der ältesten erhaltenen Gebäude im Ort mit einzigartiger Fachwerkkonstruktion (Kopfstreben, vorkragendes Fachwerk-Obergeschoss, Stiele in Form von Brettdocken). Wohnstallhaus: Zwei Geschosse, freiliegendes Fachwerk, profilierte Kehlbalken, Verblattungen, Schieferdach, Giebelspitze verschiefert, saniert, Bruchsteinsockel, Erscheinungsbild eines Dreiseithofes, Wohnhaus und Scheune aber sehr stark verändert. | 09238770 |
| Direkt Bild zu diesem Denkmal hochladen | Seitengebäude (Auszugshaus) und Stallscheune eines Vierseithofes | Hof 3 (Karte)                   | um 1720 (Stallscheune)                                    | Insbesondere die Stallscheune von wissenschaftlich-dokumentarischem Interesse, altertümliche Fachwerkkonstruktion u. a. Schiffskehlen und verblattete Kopfstreben. - Auszugshaus: Erdgeschoss massiv, Obergeschoss Sichtfachwerk, Krüppelwalmdach mit Dachpappenschindeln, Türen mit Korbbogen, - Scheune: Obergeschoss Sichtfachwerk mit Verblattungen und Schiffskehlen, mächtiges Dach als drittes Vollgeschoss mit Verbretterung. | 09238771 |
| Direkt Bild zu diesem Denkmal hochladen | Vierseithof mit Wohnstallhaus (mit angebautem Backhaus), Scheune, Stallgebäude und Seitengebäude                                                                                | Hof 5 (Karte)                   | 1820                                                      | Fachwerkbauten, eine der selten in solchem originalen Zustand geschlossen erhaltenen großen Hofanlagen in Vielau mit ortsbildprägendem Charakter, Ensemble mit Nummer 7. - Stall: Erdgeschoss massiv, Obergeschoss Sichtfachwerk, neues Ziegeldach, Giebelspitze verbrettert, - Scheune und Stall: Sichtfachwerk, Ziegeldach neu, - Kleines Nebengebäude mit Durchfahrt: Ziegeldach, Obergeschoss Fachwerk, Giebel verbrettert, Feldseite verschiefert, Hofseite offenliegend, - Wohnstallhaus: Um 1800, Bruchstein-Mauerwerk, Obergeschoss Sichtfachwerk, Feldgiebel Eternitplatten, Schieferdach. | 09238764 |
| Direkt Bild zu diesem Denkmal hochladen | Wohnstallhaus eines ehemaligen Bauernhofes | Hof 6 (Karte)                   | um 1840                                                   | Ortsbildprägender Fachwerkbau als Dokument einer florierenden bäuerlichen Wirtschaft. Vermutlich ehemals Dreiseithof, Erdgeschoss massiv, hofseitig zwei Garageneinbauten, Obergeschoss Sichtfachwerk mit Lehmstaken, alte Fenster, Tür zur Straße hin mit Korbbogen, Schieferdach, Satteldach, Giebelspitze verbrettert mit alten Fenstern. | 09238772 |
| Direkt Bild zu diesem Denkmal hochladen | Vierseithof mit Wohnstallhaus, Scheune und zwei Stallgebäuden | Hof 7 (Karte)                   | um 1800                                                   | Zum Teil in Fachwerkbauweise, eine der ortsbildprägenden geschlossenen Hofanlagen, Ensemble mit Nummer 5. - Stallgebäude dorfseitig: Holzdachrinne, Ziegeldach, Putzfassade, Bruchsteinsockel, - Scheune: Kleiner Keller, dorfseitiger Giebel Lehmfachwerk, wohl bezeichnet „1867“, Wegseite mit Lehmfachwerk im Erdgeschoss (verbrettert), Feldgiebel neu mit Schlackesteinen, Schieferdach, Hofseite Wellblech, - Feldseitiger Stall von 1943, - Wohnstallhaus: Fachwerk im Obergeschoss Hofseite verputzt, Rückseite offenliegend, Satteldach mit Ziegeldeckung, dorfseitiger Giebel Lehmfachwerk offenliegend. 2005 Wohnstallhaus und Scheune teilsaniert, zwei Stallgebäude unsaniert. | 09238765 |
| Direkt Bild zu diesem Denkmal hochladen | Wohnstallhaus eines Bauernhofes | Hof 9 (Karte)                   | um 1650                                                   | Bestandteil der prägenden Ortsbebauung, mit Fachwerk-Obergeschoss, baugeschichtlich von Bedeutung. - Wohnstallhaus: Andreaskreuze, Verblattungen, Obergeschoss Sichtfachwerk, Giebel verschiefert in Schuppenmuster, Ziegeldach, - Scheune: Verbrettert, Satteldach mit Schieferdeckung. Streichung Scheune 2005: kein eigenständiger baugeschichtlicher Wert, Charakter des Hofes durch Neubau gestört. | 09238763 |
| Direkt Bild zu diesem Denkmal hochladen | Stallgebäude und Scheune eines Vierseithofes | Hof 11 (Karte)                  | Mitte 19. Jahrhundert                                     | Als ehemaliges Vorwerk des Rittergutes von besonderer ortsgeschichtlicher Bedeutung. - Stall: Erdgeschoss massiv, Obergeschoss Sicht-Fachwerk, Satteldach mit Wellblechplatten, Erdgeschoss dicke Wände, Fenster innen Korbbogen, Fachwerk teilweise noch Lehmstaken, Vorwerk des Rittergutes, Eigentümerin besitzt Unterlagen dazu, - Scheune: Vermutlich teilweise noch 18. Jahrhundert, zweites Stallgebäude an der Straße (bezeichnet) 1930 erbaut (kein Denkmal). | 09238761 |
| Direkt Bild zu diesem Denkmal hochladen | Zwei Teiche einer ehemals aus vier Stück bestehenden Teichfolge zwischen dem Herrenhaus des Rittergutshof (Anschrift: Hof 13) und der Alten Brauerei (Anschrift: Neue Straße 2) | Hof 13 (Karte)                  | 1701/1800                                                 | Unverzichtbare ortsbildgestaltende Funktion im Ensemble Herrenhaus und Alte Brauerei, geschichtlicher Wert, als Hofteich und Brauteich bezeichnet. Der dritte Teich als Hechtteich bezeichnet, an anderer Stelle ehemals vier Teiche anders bezeichnet, selten solche Teichfolgen in alten Ortslagen erhalten. | 09238806 |
| Weitere Bilder                          | Herrenhaus des Rittergutes Vielau sowie Ausstattungsteile der Brauerei (zwei Bierfüller und Berieselungskühler)                                                                 | Hof 13 (Karte)                  | bezeichnet 1696                                           | Eindrucksvoller Barockbau mit Fachwerk-Obergeschoss, von herausragender ortshistorischer Bedeutung. Ehemaliges Herrenhaus, Erdgeschoss Bruchstein-Mauerwerk, Tür- und Fenstergewände Naturstein, Obergeschoss Fachwerk (vor 2010 freigelegt, mit K-Streben), Mansarddach mit Eternitschindeln, unter der Traufe bezeichnet „ANNO 1696 PAUL WOLF“, starke Gefährdung, für Ortsbild (-geschichte) unverzichtbar. gegenüber Supermarkt gelegen, der auf Rittergutsgelände erbaut wurde, angrenzende Teiche siehe eigenes Dokument, Neue Straße hinter Nummer 2 (Objekt 09238806) | 09238684 |
| Direkt Bild zu diesem Denkmal hochladen | Zwei Wassertröge auf dem Gelände eines ehemaligen Vierseithofes | Hof 14 (Karte)                  | bezeichnet 1800                                           | Zwei aus der Zeit um 1800 äußerst selten erhaltene Wassertröge aus Granit. - Erster Wassertrog: Granit, „1800“ bezeichnet, - Zweiter Wassertrog: Granit im Garten, um 1800, - Scheune: Um 1800, Umbau 1900, Fachwerk mit Ziegelausfachung, vorwiegend Handstrichziegel, seit 1960 leerstehend, Obergeschoss verbrettert, dorfseitiger Giebel Reste der Verschieferung, Durchfahrtsscheune. Vor 2010 abgebrochen, abgebrochene Scheune typisches Wirtschaftsgebäude einer ortscharakterisierenden Hofanlage sowie ? | 09238766 |
| Direkt Bild zu diesem Denkmal hochladen | Wohnhaus und Scheune eines Bauernhofes | Hof 28 (Karte)                  | bezeichnet 1886                                           | Orts- und landschaftsprägende Fachwerkbauten. - Scheune: Ziegelsockel zwei Lagen, dann Fachwerkkonstruktion mit Ziegelausfachung, Satteldach Betondachsteine, - Wohnhaus: Saniert, Obergeschoss Fachwerk offenliegend, Erdgeschoss massiv, Dachpappedach, Türgewände bezeichnet „18 R.Bachmann 86“, hofseitig Wärmedämmung. | 09238710 |
| Direkt Bild zu diesem Denkmal hochladen | Scheune und Stallgebäude eines Vierseithofes | Hof 30 (Karte)                  | 1. Drittel 19. Jahrhundert                                | Als bäuerliche Wirtschaftsgebäude von wissenschaftlich-dokumentarischem Wert. - Scheune: Keller, zwei Tore, Rückseite Sichtfachwerk, Giebel verbrettert und Spitze mit Verschieferung und einem alten Fenster, Ziegeldach, - Stall: Fachwerk im Obergeschoss sichtbar. | 09238718 |
| Direkt Bild zu diesem Denkmal hochladen | Zwei Scheunen und ein Stallgebäude (mit feldseitigem Anbau) eines Vierseithofes                                                                                                 | Hof 32 (Karte)                  | 2. Hälfte 19. Jahrhundert (erste Scheune)                 | Ortsbildgestaltende Fachwerkbauten, die 1908 erbaute Scheune Beispiel für sich gut einfügende Architektur der Zeit, baugeschichtlich von Bedeutung. - Scheune, 2. Hälfte 19. Jahrhundert, umgebaut 1906: Reste Fachwerk mit Lehmstaken besonders Rückseite, ehemals Durchfahrtscheune, - Scheune: Ziegelbau, Obergeschoss Fachwerk, Dach 1998(?) neugedeckt, 1908 als einfühlsamer Neubau errichtet, - Stall: Umbau 1914, Giebel Lehm, Fachwerk, Spitzen verbrettert/verschiefert, - Kein Denkmal – Wohnhaus. | 09238686 |
| Direkt Bild zu diesem Denkmal hochladen | Scheune und Seitengebäude eines ehemaligen Vierseithofes | Hof 34 (Karte)                  | Ende 19. Jahrhundert                                      | Fachwerkbauten, Bestandteile der alten Ortsbebauung und einer der wenigen Vielauer Höfe mit noch gut erhaltener Originalsubstanz. - Scheune um 1890: Anbau dorfseitig um 1940, Wellblechdach, Ziegelausfachung, - Scheune: Hofseitig Fachwerk mit Lehmausfachung, Sichtfachwerk, massives Erdgeschoss, Satteldach Dachpappenschindeln, feldseitige Erweiterung um 1940, - Wohnstallhaus kein Denkmal. | 09238690 |
| Direkt Bild zu diesem Denkmal hochladen | Wohnstallhaus eines Vierseithofes | Hof 36 (Karte)                  | 1. Hälfte 19. Jahrhundert                                 | Mit Fachwerkobergeschoss und Krüppelwalmdach, strebenreiches Fachwerk, als traufseitig zur Hauptstraße weisender Bau mit ortsbildgestaltender Funktion. Zwei Geschosse, Erdgeschoss massiv, am Dorfbach gelegen, Traufe zeigt zur Straße, vergrößerte Fenster stören, Ziegel-Krüppelwalmdach, Giebelspitzen Kunstschiefer, vermutlich um 1800. | 09238695 |
| Direkt Bild zu diesem Denkmal hochladen | Wohnstallhaus eines ehemaligen Vierseithofes | Hof 38 (Karte)                  | 1. Hälfte 19. Jahrhundert                                 | Mit Fachwerkobergeschoss, strebenreiches Fachwerk, gehört zu den ältesten erhaltenen Bauernhäusern im Ort und besitzt einen wissenschaftlich-dokumentarischen Wert. Zwei Geschosse, Obergeschoss Fachwerk, ehemalige Verblattungen sichtbar, mit Sicherheit ehemals Umgebinde, Krüppelwalmdach, Eternit- und Dachpappen-Deckung, eng stehendes Fachwerk mit Holznägeln, dorfseitig zwei Fenstergewände aus Naturstein, Kunststofffenster, Obergeschoss der Rückseite ist verschiefert. Lage: am Windischweg. | 09238696 |
| Direkt Bild zu diesem Denkmal hochladen | Stallgebäude eines Vierseithofes | Hof 44 (Karte)                  | 2. Hälfte 19. Jahrhundert                                 | Wirkungsvoller Fachwerkbau einer erhaltenen großen Hofanlage. Freiliegendes Fachwerk, giebelständiger Anbau mit verschieferter Giebelspitze zum Hof hin, saniert. | 09238699 |
| Direkt Bild zu diesem Denkmal hochladen | Scheune eines Dreiseithofes | Hof 46 (Karte)                  | 2. Hälfte 19. Jahrhundert                                 | Fachwerk-Scheune, Zeugniswert bäuerlicher Bau- und Lebensweise in der zweiten Hälfte des 19. Jahrhunderts. Offenliegendes Fachwerk, Durchfahrtsscheune, rückwärtiger Holzvorbau, saniert, Bruchsteinsockel, profilierte Dachbalkenüberstände, Westgiebel massiv, um 1895. | 09238698 |
| Direkt Bild zu diesem Denkmal hochladen | Gedenkstein für Ernst Thälmann auf dem Grundstück der Kleingartenanlage Erholung Vielau                                                                                         | Ketscher Straße 2 (Karte)       | um 1955                                                   | Für die Opfer des Faschismus errichtet, Granitstein mit Schwarzplatte und Medaillon, geschichtlich von Bedeutung. Gedenkstein Granit mit Schwarzplatte und Bronzemedaillon: „Die Toten mahnen, Nie wieder Faschismus, Ernst Thälmann 1886–1944“, Einfassung vier Steine mit Kugelabschluss, dazwischen Ketten. | 09238683 |
| Weitere Bilder                          | Kirche, Denkmal für die Gefallenen des Ersten Weltkrieges, Aufbahrungshalle und Einfriedung des Kirchhofs – Sachgesamtheit                                                      | Kirchplatz 1 (Karte)            | 1709                                                      | Baugeschichtlich, ortsgeschichtlich und ortsbildprägend von Bedeutung. Sachgesamtheit Peter-Paul-Kirche Vielau, mit folgenden Einzeldenkmalen: (siehe Einzeldenkmal 09238712), sowie als Sachgesamtheitsteile: Kirchhof und dazu die gesamte Treppe zum Kirchhof hinauf. - Kirche: Barocker Saalbau, - Aufbahrungshalle: In neogotischem Stil, - Gefallenendenkmal: Granitmonolith auf Sockelstein aus gleichem Material und Metallplatte mit Inschrift, - Treppe zum Kirchhof mit 28 Granitstufen und Eisengeländer. | 09238713 |
| Direkt Bild zu diesem Denkmal hochladen | Kirche, Denkmal für die Gefallenen des Ersten Weltkrieges, Aufbahrungshalle und Einfriedung des Kirchhofs                                                                       | Kirchplatz 1 (Karte)            | bezeichnet 1709                                           | Baugeschichtlich, ortsgeschichtlich und ortsbildprägend von Bedeutung. Einzeldenkmale der Sachgesamtheit Peter-Paul-Kirche Vielau: (siehe auch Sachgesamtheit 09238713) - Kirche barocker Saalbau, - Aufbahrungshalle im neogotischen Stil, - Gefallenendenkmal Granitmonolith auf Sockelstein aus gleichem Material und Metallplatte mit Inschrift. Kriegerdenkmal, Kupfertafel mit Inschrift: 1914 + 1918/ UNSERN IM KAMPF/ FÜR DIE HEIMAT/ GEFALLENEN BRÜDERN/ DIE DANKBAREN/ GEMEINDEN/ VIELAU UND OBERHASSLAU, Eichen- und Lorbeerlaubgirlanden, Lage Kriegerdenkmal: am oberen Ende des Friedhofes/Kirchhofes. - Aufbahrungshalle: eingeschossiger Putzbau, neogotisch, Spitzbogenfenster, ebenso Türöffnung mit Spitzbogen, zweiflügelige Holztür mit neogotischer Ornamentik, profiliertes Kranzgesims, Satteldach, Giebeldreieck mit Brettertür und Aufzugsvorrichtung, - Erdreihengrab Martha Fugmann, geb. Rennhold (1882–1940), - Marmor-Grabmal mit lateinischer Inschrift und Wappen, - Aufbahrungshalle, Glocken der Kirche, | 09238712 |
| Direkt Bild zu diesem Denkmal hochladen | Pfarrhaus | Kirchplatz 2 (Karte)            | 1904                                                      | Baugeschichtlich von Bedeutung, ansprechender und qualitätvoller Bau im Landhausstil der Zeit um 1900, mit teilweise erhaltener Ausstattung, am Fußende des Kirchberges in ortsbildgestaltender Lage. | 09238714 |
| Direkt Bild zu diesem Denkmal hochladen | Ausstattung der ehemaligen Brauerei Vielau | Neue Straße 2 (Karte)           | 1907–1969                                                 | Brauereiausstattung, unter anderem Transmission, Lagertanks, Läuterbottich, Kühlschiff, heute in musealer Präsentation, technikgeschichtlich von Bedeutung. Soll Außenstelle des Blankenhainer Museums werden. Siehe HIDA-Erfassungsblätter des Agrar- u. Freilichtmuseums Schloss Blankenhain. Inventarnummern: V 14919 & V 14931 & V 14932 & V 14923 & V 14928 & V 14924 & V 14925 & V 14918, gehört nicht mehr dem Blankenhainer Museum, Ausstattung gehört heute (2011) der Gemeinde, zwei Bierfüller und Berieselungskühler aus Sammlung entnommen und dauerhaft im Hof 13 in 08141 Reinsdorf Bürgerbegegnungsstätte „Herrenhaus“ Vielau untergebracht. | 09238923 |